# Сталкер (фільм)
«Сталкер» (рос. «Сталкер») — радянський художній фільм 1979 року Андрія Тарковського за мотивами повісті братів Стругацьких «Пікнік на узбіччі».
У повній небезпек Зоні, за чутками, існує кімната, де виконуються найзаповітніші бажання. Сталкер, котрий водить туди людей, бере в Зону Письменника і Професора, які прагнуть розшукати кімнату, кожен зі своїми цілями. У основі фільму — міркування над квінтесенцією людського буття, моральною кризою, зневірою в Бога.
Фільм відзначений нагородою Каннського кінофестивалю (1980). На 23 серпня 2021 року фільм займав 181-у позицію у списку 250 найкращих фільмів за версією IMDb.

## Сюжет
Приблизно за двадцять років до початку дії фільму було зареєстровано падіння метеорита. На місці падіння почали відбуватися аномальні явища, зникали люди, місце отримало назву «Зона» та було оточене військовими. В Зоні нібито знаходиться Кімната, де здійснюються бажання, але тільки найзаповітніші.
Головний герой фільму на прізвисько «Сталкер», нещодавно випущений із в'язниці, живе в бідності з дружиною і хворою дочкою. Сталкер заробляє на життя, організовуючи нелегальні експедиції в Зону, попри протести своєї дружини. В барі він зустрічає Професора і Письменника, які наймають його для проходу в Зону, щоб відшукати Кімнату.
Проникнувши повз охорону і відірвавшись від військового патруля, ці троє проникають до Зони. Сталкер вимагає, щоб супутники беззаперечно підкорялися його вказівкам, пояснюючи, що в Зоні свої закони. Хоч вхід до Кімнати зовсім недалеко, прямий шлях туди не є найкоротшим. Професор згоден на обхід, а Письменник, який вирушив у Зону в пошуках виходу з творчої кризи, ставиться до погроз і попередження Сталкера скептично. Трійця вирушає в довгий шлях. Сталкер згадує іншого провідника до Зони, Дикобраза, котрий повернуся з великою сумою грошей, але повісився.
Зіткнувшись з аномаліями (у фільмі не говориться якими саме), Письменник більше не сперечається зі Сталкером. Щасливо уникнувши всіх пасток Зони, вони опиняються біля «м'ясорубки». Вона не пропускає людей, котрі щось приховують і тут викривається, що Професор мав своєю метою не загадати бажання, а знищити Кімнату, для чого ніс із собою портативну 20-кілотонну атомну бомбу. Свій намір він мотивує прагненням запобігти втіленню бажань негідників, які можуть призвести до загибелі людства. Письменник припускає, що Дикобраз отримав здійснення підсвідомого бажання, а не озвученого. Відповідно і лиходій отримає не здійснення своїх задумів, а те, чого хоче насправді. Письменник з цієї причини відмовляється загадувати своє. Професор розбирає і викидає бомбу. Герої зупиняються на порозі Кімнати, так і не загадавши бажання, та йдуть назад.
Сталкер, Письменник і Професор повертаються з Зони. Сталкер іде додому, де дружина висловлює бажання відвідати Кімнату. Той відмовляє їй та бачить, що дочка рухає поглядом склянку на столі.

## Повість та фільм
Розпочавши роботу над сценарієм, брати Стругацькі не пішли шляхом буквальної екранізації. Сюжет «Сталкера», порівняно із книгою, скорочений до опису одного відвідування Зони. З усіх персонажів повісті лишилося четверо: Письменник, Професор, Сталкер та дружина Сталкера. Автори відразу ж змінили структуру та назву. В першому варіанті під назвою «Машина бажань» до Золотого кола (заміни Золотої Кулі) йшли лише троє: Сталкер, Письменник та Професор. Втім, герої ще зберігали власні імена, а Зона — науково-фантастичні атрибути. Так, там була «петля часу», в яку потрапила одна з експедицій, міражі, що обіцяли Письменнику свободу та спокій (він покидав супутників і залишався в Зоні), зелений схід та інші дива. На рівні фабули був реалізований головний мотив: віддавши у здобич Зоні Професора, Сталкер ступав у Золоте коло, але приносив додому замість одужання для доньки — багатство.
Стругацькі запропонували, а Тарковський погодився, щоб майже всі науково-фантастичні моменти із сценарію були забрані: подорож із пригоди перетворилася на шлях самопізнання. Первинний науково-фантастичний комплекс зменшився лише до декількох основних мотивів: Зона, Сталкер, хвора дівчина, чутки про звершення мрій, подорож. Зник «кіногенічний» антураж: Золоте коло, зелений схід Зони, міражі; зникли власні імена; спростилися сюжетні перипетії. У цьому варіанті сценарію ніхто більше не гинув.
За словами Андрія Тарковського: «Для мене важливо встановити в цьому фільмі те специфічне, людське, нерозчинне, нерозкладне, що кристалізується в душі кожного і становить його цінність. Адже, попри те, що зовні герої, начебто, зазнають фіаско, насправді кожний з них знаходить дещо неоціненно важливіше: віру, відчуття в собі найголовнішого. Це найголовніше живе у кожній людині».

## У ролях
- Сталкер — Олександр Кайдановський
- Дружина — Аліса Фрейндліх
- Донька — Наталя Абрамова
- Професор — Микола Гринько
- Письменник — Анатолій Солоніцин

## Знімальна група
- Режисер-постановник — Андрій Тарковський
- Автори сценарію — Стругацькі Аркадій та Борис
- Оператор-постановник — Олександр Княжинський
- Композитор — Едуард Артем'єв

## Нагороди
- 1980 — Каннський кінофестиваль
- 1981 — Премія критики на Міжнародному кінофестивалі в Трієсті (Італія)